# Эскаденные миноносцы типа S-165
Эскадренные миноносцы типа S-165 — тип эскадренных миноносцев (эсминцев) (по официальной классификации германского флота — больших миноносцев, но имевших вооружение, мореходность и водоизмещение как у эсминцев Великобритании, России, Франции и Австро-Венгрии), состоявший на вооружении Военно-морского флота Германии в начале XX века и в период Первой мировой войны. Всего было построено 8 эсминцев этого типа (все по программе 1908 финансового года), из них 4 эсминца было передано военно-морскому флоту Турции. К началу Первой мировой войны являлись единственными современными эсминцами османского флота. Поскольку вторая серия строилась для замены эсминцев, переданных Турции, у них одинаковые номера.

## Энергетическая установка
На кораблях типа в качестве энергетической установки были установлены две турбины Шихау общей мощностью 17 500 л. с., 3 военно-морских угольных котла с давлением 18,5 атмосфер и военно-морской нефтяной котёл. Максимальные запасы топлива на миноносцах типа составляли 116 тонн угля и 74 тонны нефти. На испытаниях один миноносец показал максимальную скорость 33,6 узла.

## Вооружение
Германские миноносцы вооружались двумя 88-мм орудиями, турецкие — двумя 7,5-см/50 и двумя 5,7 см пушками фирмы «Крупп» («5,7 cm SKL/40 Krupp»). В годы Первой мировой войны на немецких кораблях орудия были заменены на более новые, а T-168 получил ещё одно 88-мм орудие. Торпедное вооружение эсминцев состояло из трёх однотрубных 450-мм торпедных аппаратов. На вооружении турецких миноносцев находилась торпеда типа А/08 производства BMAG(Berliner Maschinenbau-AG)- экспортная модель 1908 г., созданная на базе 45 см торпед германского флота. Данные торпеды так же продавались России, Китаю, Норвегии, Греции и Дании.
Характеристики торпеды А/08: длина 5200 мм; масса 680 кг(заряд — 108 кг тротила); давление в баллоне 145 атм.; дальность хода 1000 м со скоростью 41 узел, 2000 м на 36,5 узлах или 3000 м на 30 узлах.

## Служба

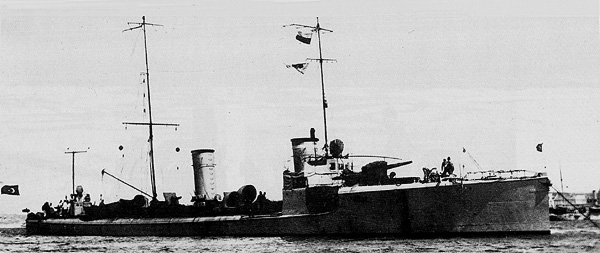
Турецкий эсминец типа S-165 «Муавенет-и Миллие» в 1912 году

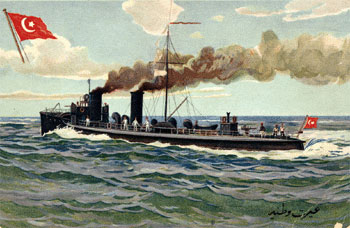
«Гайрет и Ватание» на турецкой открытке

S-165. Заложен в 1908 году, спущен на воду 20 марта 1909 года. Продан Турции в 1910 году и переименован в «Муавенет-и Миллие». В 1918 году исключен из списков турецкого флота.
S-167. Заложен в конце 1908 — начале 1909 года, спущен на воду 3 июля 1909 года. Продан Турции в 1910 году и переименован в «Numnne-i-Hamiyet». В 1918 году исключен из списков флота.
«Ядигар-и-Миллет» потоплен британской авиацией, 24.10.1917 поднят, но так и не восстановлен.
«Гайрет-и-Ватание» потерпел крушение в районе Варны, был оставлен экипажем и взорван. Остальные два после списания в 1918 году использовались в качестве блокшивов и были проданы на слом только в 1953 году.
S-165. Перезаложен в 1910 году, спущен на воду 26 ноября 1910 года. Вошёл в строй 27 апреля 1911 года. 24 сентября 1917 года переименован в Т-165. Вычеркнут из списков флота 15 сентября 1920 года. Передан Англии. Разобран в 1922 году в Монтроуз.
S-166. Перезаложен в 1910 году, спущен на воду 27 декабря 1910 года, вошёл в строй 7 июля 1911 года. В 1916 году переклассифицирован в учебный корабль. 24 сентября 1917 года переименован в Т-166. Британский трофей. Разобран в 1922 году в Дордрехте.
S-167. Перезаложен в 1910 году, спущен на воду 15 февраля 1911 года, вошёл в строй 26 августа 1911 года. В 1917 году переклассифицирован в учебный корабль. 24 сентября 1917 года переименован в Т-167. 22 марта 1921 года исключен из списков флота. Продан на слом 3 сентября 1921 года. Разобран в Киле.
S-168. Перезаложен в 1910 году, спущен на воду 16 марта 1911 года, вошёл в строй 1 июля 1911 года. С 1917 года учебный корабль. 24 сентября 1917 года переименован в Т-168. 8 января 1927 года вычеркнут из списков флота. Продан на слом. Разобран в Гамбурге.
К началу Балканской войны на турецких кораблях имелось немало торпедных аппаратов калибра 457 мм, однако торпеды имелись не для всех.